# AmigaOS

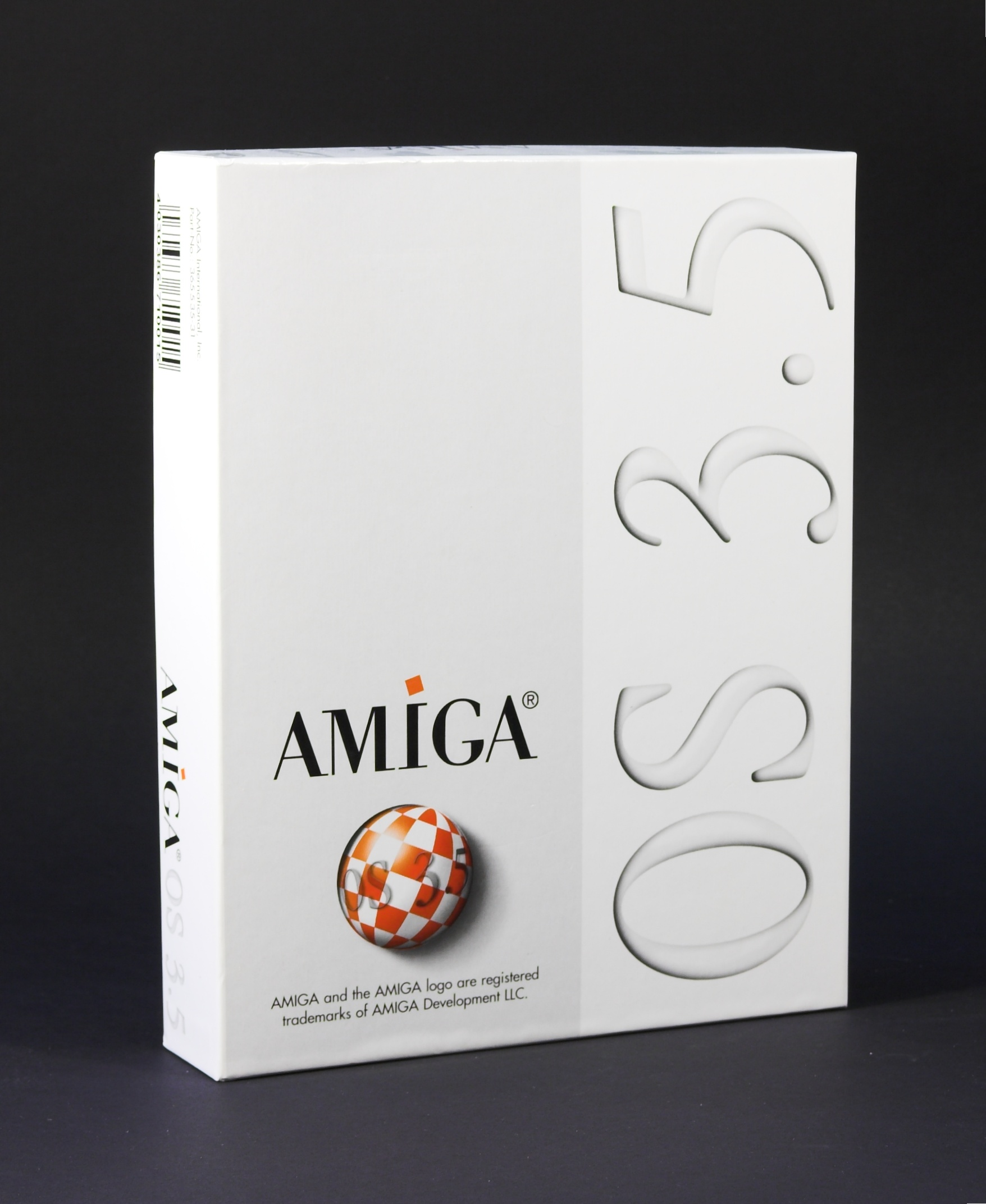
AmigaOS 3.5版

AmigaOS是适用于Amiga和AmigaOne PC的个人操作系统。其最开始于1985年由Commodore 国际开发，并随Amiga 1000的上市而发行。早期版本的 AmigaOS 需要运行于摩托罗拉68000系列的16位或32位处理器。后来的版本则由Haage & Partner（AmigaOS 3.5 和 3.9）开发，这之后则由Hyperion 娱乐（AmigaOS 4.0-4.1）开发。而进来的发行的 AmigaOS 4 则要求使用PowerPC微处理器。
AmigaOS 基于名为Exec (Amiga)的抢占式多任务处理内核。此内核包含一组抽象的 Amiga 的硬件，一个名为 AmigaDOS 的磁盘操作系统，一个名为 Intuition 的视窗系统API，以及一个名为 Workbench 的文件管理器。
Amiga 的知识产权分别属于Amiga Inc.、Cloanto、Hyperion 娱乐。本操作系统的版权最早于1993年便由Cloanto持有。2011年，Amiga Inc. 与 Hyperion 娱乐签订协议，使后者开发 AmigaOS 4，并与2009年，达成协议，赋予 Hyperion 对AmigaOS 3.1 独占的、永久的、全球性的许可以使之可继续开发并销售 AmigaOS 4 及其后续版本。
在2015年12月29日，AmigaOS 3.1发生了源代码泄露事件，之后此事被版权所有者Hyperion娱乐证实。